# Karl-Heinz Pohl (Sinologe)
Karl-Heinz Pohl (* 1945 in Saarlouis, Saarland, Deutschland) ist ein deutscher Sinologe und emeritierter Professor für Sinologie der Universität Trier.

## Leben
Nach seinem Abitur am Stadtgarten-Gymnasium in Saarlouis 1966 Beginn des Studiums der Sinologie, Japanologie und der Kunstgeschichte an den Universitäten Hamburg, Bonn und Toronto mit Abschluss im Jahre 1978. 1982 promovierte er an der Universität Toronto. Zwischen 1983 und 1987 war Karl-Heinz Pohl wissenschaftlicher Assistent (bei Hans Steininger) am Seminar für Sinologie der Universität Würzburg. 1987 erhielt er eine Professur für chinesische Literatur und Geistesgeschichte an der Universität Tübingen. 1992 wechselte er an die Universität Trier, wo er bis zu seiner Emeritierung 2010 als Professor für Sinologie wirkte.

## Forschung
Seine Forschungsgebiete sind die chinesische Geistesgeschichte, Ethik und Ästhetik des modernen und vormodernen China, moderne und klassische chinesische Literatur sowie interkulturelle Kommunikation und Dialog zwischen China und dem Westen. Seit 2002 ist Pohl Vorsitzender der Académie du Midi, eines Instituts für Philosophie in Trier.
Pohls Publikationen betreffen vor allem den Dichter Tao Yuanming, Literatur, Kalligraphie und Malerei in der Qing-Dynastie, die moderne chinesische Lyrik der 80er Jahre und den Konfuzianismus.

## Publikationen (Auswahl)
- Karl-Heinz Pohl: Cheng Pan-ch'iao: Poet, Painter and Calligrapher. Steyler Verlag, Nettetal 1990; Monumenta Serica Monograph Series Nr. XXI.
- Karl-Heinz Pohl: 与中国作跨文化对话 (Interkultureller Dialog mit China). Zhonghua Shuju, Peking 2000. (Überarbeitete und erweiterte Neuausgabe, 2003).
- Karl-Heinz Pohl: Ästhetik und Literaturtheorie in China – Von der Tradition bis zur Moderne. Saur Verlag, München 2006 (Band 5 der Reihe: Geschichte der chinesischen Literatur, Hrsg. Wolfgang Kubin).
- Karl-Heinz Pohl: China für Anfänger. Eine faszinierende Welt entdecken. Herder, Freiburg u. a. 2008 (überarbeitete und erweiterte Neuauflage).
- Karl-Heinz Pohl: Annäherungen an einen Literaturbegriff in China. In: Simone Winko et al. (Hrsg.): Grenzen der Literatur. Zu Begriff und Phänomen des Literarischen. Walter de Gruyter, Berlin und New York 2009.
- Karl-Heinz Pohl: Chinesische Kultur und Ästhetik im Zeitalter der Globalisierung. In: Iwo Amelung und Anett Dippner (Hrsg.): Kritische Verhältnisse. Die Rezeption der Frankfurter Schule in China. Campus, Frankfurt 2009, S. 337–352.
- Karl-Heinz Pohl: Chinese and Western Values: Reflections on the Methodology of a Cross-Cultural Dialogue.  Journal of Globalization Studies. Volume 3, Number 1 / May 2012, pp. 94-103.

| Personendaten    | Personendaten                    |
| ---------------- | -------------------------------- |
| NAME             | Pohl, Karl-Heinz                 |
| KURZBESCHREIBUNG | deutscher Sinologe               |
| GEBURTSDATUM     | 1945                             |
| GEBURTSORT       | Saarlouis, Saarland, Deutschland |